# Ипсилон Стрельца
И́псилон Стрельца́ (υ Sgr / υ Sagittarii) — спектрально-двойная звёздная система в созвездии Стрельца. Ипсилон Стрельца является прототипом двойных звёзд с дефицитом водорода (HdB), одной из четырёх известных в настоящее время. Необычный спектр подобных двойных крайне затрудняет их спектральную классификацию.
Главный компонент Ипсилон Стрельца A, скорее всего, сверхгигант спектрального класса A. Его радиус оценивается в 60 солнечных, а масса ~25 солнечных. Средний видимый блеск звезды — +4,52m, однако звезда относится к классу нерегулярных переменных и поэтому её звёздная величина меняется от +4,51m до +4,65m с периодом примерно 20 дней.
Компаньон Ипсилон Стрельца B массивен, однако столь слаб в видимом диапазоне, что не может быть рассмотрен в оптические телескопы. Скорее всего, он является бело-голубой звездой главной последовательности спектрального класса O или B. Свою массу, которая оценивается ~19 солнечных, он приобрёл путём аккреции с главного компонента.
Вся система относится к затменным переменным типа β Лиры, имеет период переменности 137,939 дней и отстоит от Земли примерно на 1800 световых лет. Учитывая массу звезды, можно предсказать, что Ипсилон Стрельца закончит свою жизнь как сверхновая.